# Atarvaveda
O Atarvaveda (também grafado Atharvaveda ou Atharva Veda; em sânscrito: अथर्ववेद, atharvavéda, um composto tatpurusha de atarvã,  um tipo de sacerdote, e veda que significa "conhecimento") é um texto sagrado do hinduísmo, parte dos quatro livros dos Vedas, o quarto Veda.
De acordo com a tradição, o Atharvaveda foi principalmente composto por dois grupos de rishis conhecidos como os Bhrigus  e os Angirasas. Adicionalmente, tradições atribuem partes a outros rishis, tais como Kauśīka, Vaśīṣṭha e Kaṣyapa. Existem duas versões sobreviventes (śākhās), conhecidos como Śaunakiya (AVS) e Paippalāda (AVP).

## Versões
O Atharvaveda, enquanto indubitavelmente pertencente ao corpo védico principal, de algumas maneiras representa uma tradição paralela independente àquela do Rigveda e o Iajurveda. Os textos jainistas e budistas são consideravelmente mais hostis ao AV (eles o chamam Aggvāna ou Ahavāna Veda) do que eles são a outros textos hindus. Eles até o chamam de Veda não-ariano preparado pela tradição Paippalāda para sacrifícios humanos.
Os textos hindus também têm tido uma visão menos que caridosa e têm, em ocasiões, omitido a referência ao texto Atarvã no contexto de literatura védica, embora alguns atribuam isso ao fato de que o Atarvaveda foi uma adição posterior cronologicamente. Os próprios Pariśiśhthas atarvanos (apêndices) afirmam que sacerdotes específicos de escolas Mauda e Jalada deveriam ter evitado. É até afirmado que mulheres associadas ao Atarvã poderiam sofrer abortos.
O Caraṇavyuha (atribuído a Shaunaka) lista nove shakhas, ou "escolas", do Atarvaveda:
1. paippalāda
2. stauda
3. mauda
4. śaunakiya
5. jājala
6. jalada
7. brahmavada
8. devadarśa
9. chāraṇavidyā

Destes, só as versões Śaunakiya (AVS) e Paippalāda (AVP) sobreviveram. O texto principal Paippalāda é considerado mais antigo que o Śaunakiya, mas ambos também contêm adições posteriores e corrupções. Em locais onde o Śaunakiya e o Paippalāda concordam um com o outro, é provavelmente a versão original. Geralmente, as duas versões em hinos correspondentes têm ordens de verso diferentes, ou têm versos adicionais que faltam no outro.
Adicionalmente, dos puranas Viṣṇu e Vāyu (textos hindus mais antigos sobre deuses, deusas e as suas histórias) pode ser possível vislumbrar mais algumas escolas antigas que não foram listadas no Caraṇavyuha.
Estas são:
- sumantu
- kabandha
- kumuda
- śaulkāyana
- babhravya
- munjakeśa
- saindhavāyana
- nakśatrakalpa
- śāntikalpa
- saṃhitāvidhi

Pelo menos algumas destas podem ter evoluído nas outras escolas mencionadas na lista Caraṇavyuha. Saṃhitāvidhi, Śāntikalpa e Nakśatrakalpa são os cinco textos kalpa aduzidos à tradição Śaunakiya e não escolas separadas deles mesmos. 
Do texto purânico onde podemos propôr a seguinte história revolucionária das versões do AV:
```
    
vyāsa
 
parāśarya

          |
       sumantu
          |
 kabandha ātharvan-añgirasa
          |
          +---- pathya
          |        |
          |        +---- kumuda
          |        |        | (?)
          |        |        +---- jalada
          |        +---- jājala
          |        +---- 
śaunakiya

          |                 | 
          |                 +---- babhravya
          |                 | 
          |                 +---- saindhavāyana
          |                           | (?)
          |                           +---- munjakeśa
          +---- devadarśa
                   |
                   +---- mauda
                   +---- 
paippalāda

                   |        | (?)
                   |        +---- stauda
                   +---- śaulkāyana
                   +---- brahmavada
                            | (?)
                            +---- chāraṇavidyā
```

Existem dois principais textos circunvédicos associados com o AV, o vaitāna sūtra e o kauśika sūtra. Estes têm o mesmo propósito do vidhāna do Rigveda e são de maior valor no estudo da ligação Purânico-Védica que os próprios textos AV.  
Existem vários Upanixades que são associados com o AV, mas parecem ser adições relativamente posteriores à tradição. O mais importante entre estes são os Upanixades munḍaka e praṣna. O primeiro contém uma importante referência ao Śaunaka, o fundador do shakha Shaunakiya, o último é associado com o shakha Paippalāda.

## Temas
O AV é o primeiro texto índico que lida com medicina. Identifica as causas das doenças como agentes causativos viventes como o yatudhānya, o kimīdi, o kṛimi e o durṇama. Os atarvãs procuram matá-los com uma variedade de drogas para se opor à doença (ver XIX.34.9). Esta aproximação à doença é surpreendentemente avançada comparada à teoria trihumoral desenvolvida na era purâṇica. Sobras do pensamento atarvânico original persistiram na era purânica, como pode ser visto no tratado médico de suṣruta (garuḍa purāṇa, karma kāṃḍa - capítulo: 164). Aqui, seguindo a teoria atarvãs, o texto purâṇico sugere germes como causa para a lepra. No mesmo capítulo, suṣruta também expande o papel de outros agentes na doença. Esses dois podem ser diretamente traçados de volta ao AV saṃhita. o hino AV I.23-24 descreve a doença da lepra e recomenda o rajanī auṣadhi para a sua terapia. Da descrição do auṣadhi como entidade preta ramificante com remendos fuscos, é muito provável que seja um líquen com propriedades antibióticas. Assim, O AV é um dos mais antigos textos registrando o uso de agentes antibióticos.
O AV também nos informa sobre guerra. Uma variedade de dispositivos como a flecha com um tubo de veneno (apāskambha), rede com veneno e armadilhas de gancho, uso de insetos espalhadores de doenças e telas de fumaça têm lugar no AV saṃhita (por exemplo, nos hinos IX .9, IX.10, os hinos triśaṃdi e nyārbudi). Estas referências a práticas militares e ritos associados a kśatriya foram o que deu ao AV a sua formidável reputação. Na era do Maabárata que seguiu pouco tempo depois do fim do período atarvânico, existe uma comparação frequente entre armas e os mantras dos heróis. Provavelmente, essa comparação foi inicialmente suposta para significar a aplicação de armas mortais como mencionado na tradição atarvânica.
Vários rituais regulares e especiais dos arianos são um grande interesse do AV, como nos outros três vedas. Os principais rituais cobertos pelo AV são casamento em kāṃḍa - XIV e o funeral no kāṃḍa - XVIII. Também existem hinos que são específicos a rituais dos bhṛigu-agnirasas, vṛātyas e kśatriyas. Um dos mais importantes desses ritos é o Viśhāsahi Vrata, executado para invocar Indra e Vixnu com os mantras do décimo sétimo kāṃḍa. Os rituais Vṛātya foram executados por indivíduos que adaptaram-se a um modo de vida nomádico ascético e eram geralmente enviados a estados vizinhos pelo governante de um estado particular. Eles parecem ter servido um papel no reconhecimento e negociações com estados vizinhos (compare com jornada do tipo Vṛātya de Arjuna no principado de Yadu para galantear Subhadra). Finalmente, existem alguns rituais com alvo na destruição dos inimigos (hinos e ritos Abhichārika) particularmente usando os mantras de encerramento do sexto kāṃḍa. 
Enquanto estes favorecem visões tradicionais negativas no AV, em conteúdo, eles são refletidos por vários outros hinos do Rig como também o Yajuṣes. Além disso, ritos Abhichārika foram uma parte integral do védico como amplamente atestado na literatura bramânica (ver o conto de Yavakrdḍa no Jaiminiya bramânico). O desenvolvimento dos ritos Abhichārika à sua forma mais 'moderna' foi vista só na literatura vidhāna e, de fato, começou na tradição Rigvédica na forma do ṛigvidhāna. O autor do ṛigvidhāna provê uma referência ao desenvolvimento de ritos similares na tradição AV (as referências ao Agnirasa Krityās). Estes ritos alcançaram sua culminação no Kauśika e Vaitana Sūtra e em alguns dos Pariśiśhthas (apêndices) da literatura atarvânica. Contudo, estes são removidos dos próprios hinos sugerindo que representam mais uma incrustação nas práticas atarvânicas que na sua forma original. Enquanto a Abhichārika atarvânica desapareceu em sua forma mais extrema, ela deixou sementes na cultura ortodoxa hindu, resultando na origem da forma purânica do ritual do fogo (yaga-s). Também foi o ponto de partida para que cultos recentes que envolvem divindades populares como Kumara e Ganapati penetrassem nos rituais hindus modernos.
O AV fez as mais importantes contribuições ao pensamento filosófico ariano de todo o Saṃhitās. Uma das mais espetaculares expressões disso é vista no hino XII.I, o hino à deusa Terra ou o Pṛithvī Sūktam usado no rito Aghrāyana. As fundações do Vaiṣeśīkā, o mais alto dos Darśanas hindus, é expressado no mantra XII.1.26 em que os átomos (Pāmsu) são descritos formando a pedra, as pedras aglutinando para formar as rochas e as rochas juntas para formar a Terra. Um pensamento panteístico antigo (meio convergente ao Viṣiśthadvaitins do último dia) é visto no hino X.7, que descreve a linha comum indo por toda a existência de manifesto e não manifesto como o skaṃbha. 
Esse skaṃbha é descrito como derramado do Hiranya Garbha, que foi o precursor do mundo complexo em uma forma muito simples (X.7.28) (Hiranya Garba, "radiante ou dourado ovo ou útero"). Esse Skambha é Indra e Indra é o Skambha que descreve toda a existência. O hino também descreve uma natureza panteística dos deuses védicos (X.7.38): skaṃbha é o calor (tāpaḥ) que se espalha pelo Universo Bhūvana) como ondas de água; as unidades dessa entidade que espalha-se são os deuses até mesmo como galhos de uma árvore. Este tema apresenta-se repetidamente em várias interpretações e abundou em posteriores filosofias hindus, podendo ser considerado uma das mais fundamentais expressões do pensamento védico.

## Datação
De alegadas referências astronômicas internas (AVS XI.7), imaginou-se que o período Atarvânico incluiu a época em que o Pleiades ocupou o equinócio primaveral (aproximadamente 2200 AC). Mais adiante, a tradição sugere que Paippalāda, um dos colecionadores antigos, e Vaidharbhī, um dos recentes contribuintes associados com os textos atarvânicos, viveram durante o reino do príncipe Hiranyanabha da dinastia Ikshvaku, interpretado com o significado de que a principal composição do AV já estava completa em pelo menos 1500 AC. Enquanto estas aproximações não são aceitadas amplamente como válidas, está claro que o texto principal do AV não é particularmente recente na tradição védica Saṃhitā, e cai no clássico período dos Mantras do sânscrito védico no II milênio a.C. - aproximadamente contemporâneo com os mantras Iajurveda, o Khilani Rigvédico, e a redação do Samaveda.
O Atarvaveda é também o primeiro texto índico a mencionar ferro (como śyāma ayas, literalmente "metal preto"), de forma que consenso escolar data os hinos do Atarvaveda à Idade do Ferro Indiana, correspondente ao período de tempo dos séculos XII a.C. ao X a.C. ou o antigo reino Kuru. Durante sua tradição oral, contudo, o texto foi corrompido por adições posteriores, consideravelmente mais que os outros Vedas, e é somente com filologia comparativa das duas versões sobreviventes que pode-se esperar uma aproximação da leitura original.

## Edições
O texto Shaunakiya foi editado em 1960–62 por Vishva Bandhu, Hoshiarpur. A pilha de conteúdo do texto paippalāda foi editada por Leray Carr Barret de 1905 a 1940 (livro 6 por Edgerton, 1915) de um único manuscrito śāradā da Caxemira (agora em Tubinga). Esta edição está fora de época, desde que vários outros manuscritos foram descobertos em Bihar, Bengala e Orissa desde então. Alguns manuscritos estão no Museu do Estado de Orissa, mas muitos manuscritos estão em possessão privada, e são mantidos escondidos por seus donos. 
Muitos manuscritos foram coletados por Durgamohan Bhattacharya de Bengala enganando seus donos, como contado pelo seu filho Dipak Bhattacharya em 1968 (abaixo), que descreve o roubo como valorosa valentia:
"… A sabedoria dos aldeões, nas possessões dos quais muitos importantes manuscritos continuam, é geralmente pouco clara acerca de suas possessões […] Prof. Bhattacharya assegurou um manuscrito de um Brahmin analfabeto com a promessa de retorno …" (ver: Zehnder (1999), p.19)
Os livros 1–15 foram editados por Durgamohan Bhattacharya (1997). Existe uma edição provisória do livro 20 por Dipak Bhattacharya. Os livros 2 e 5 foram editados e traduzidos por Thomas Zehnder (1999) e Alexander Lubotsky (2002), respectivamente.